# Лига Леумит
Первенство Израиля по футболу среди команд клубов футбольной Национальной Лиги (Лига Леумит; הליגה הלאומית בכדורגל). Это название второго по силе, значимости и популярности дивизиона профессионального футбола Израиля.
В период между 1976 и 1999 годами Второй дивизион назывался «Лига арцит» («Израильская лига»), в то время как высшая лига называлась «Лига леумит» («Национальная Лига»). В 1999 году Второй дивизион получил нынешнее название.
До сезона 2007/8 по окончании каждого сезона в Премьер-лигу («Лига а-Аль») переходили две команды, занявшие первые 2 места в таблице, а последние две команды из Премьер-лиги покидали её. А также 2 худшие команды Национальной лиги переходили в Третий дивизион, а оттуда прибывали две лучшие команды.
Однако из-за изменения количества команд в двух профессиональных лигах (16 команд вместо 12) в сезоне 2008/9 во всех трех лигах изменилось количество переходов вверх и вниз. Национальная лига делегировала пять лучших команд в Премьер-лигу, а оттуда перешла вниз одна команда. Кроме того, Национальную лигу покинула только одна команда, а из Третьего дивизиона пришли сразу семь команд.
В последующие годы количество команд в лигах было сокращено до 14, и соответственно изменилось количество переходов. В последнем сезоне лиги обменялись соответственно двумя лучшими и худшими командами.
Ныне в Лиге Леумит 16 команд. Последние 2 команды покидают лигу, а команда, занявшая 14-е место, играет переходные матчи за право остаться в Лиге.

## Итоговые таблицы текущего сезона

### За повышение
| М               | Команда                      | И  | В  | Н  | П  | Мячи    | ±   | О  | Примечания             |
| --------------- | ---------------------------- | -- | -- | -- | -- | ------- | --- | -- | ---------------------- |
| 1               | «Маккаби» (Нетания)          | 37 | 22 | 13 | 2  | 80 − 41 | +39 | 70 | Переход в Премьер-лигу |
| 2               | «Хапоэль» (Акко)             | 37 | 17 | 11 | 9  | 58 − 41 | +17 | 62 | Переход в Премьер-лигу |
| 3               | «Бейтар» (Тель-Авив - Рамла) | 37 | 16 | 11 | 10 | 67 − 39 | +28 | 59 |                        |
| 4               | «Хапоэль» (Рамат-Ган)        | 37 | 15 | 10 | 12 | 53 − 46 | +7  | 55 |                        |
| 5               | «Хапоэль» (Петах-Тиква)      | 37 | 14 | 11 | 12 | 55 − 51 | +4  | 53 |                        |
| 6               | «Хапоэль» (Катамон)          | 37 | 15 | 8  | 14 | 55 − 56 | −1  | 53 |                        |
| 7               | «Хапоэль» (Бней-Лод)         | 37 | 13 | 8  | 16 | 49 − 62 | −13 | 47 |                        |
| 8               | «Маккаби Ахи» (Нацерет)      | 37 | 10 | 15 | 12 | 45 − 52 | −7  | 45 |                        |
| Править таблицу |                              |    |    |    |    |         |     |    |                        |

### За выживание
| М               | Команда                         | И  | В  | Н  | П  | Мячи    | ±   | О  | Примечания                               |
| --------------- | ------------------------------- | -- | -- | -- | -- | ------- | --- | -- | ---------------------------------------- |
| 9               | «Ирони» (Рамат ха-Шарон)        | 37 | 12 | 11 | 14 | 38 − 42 | −4  | 47 |                                          |
| 10              | «Хапоэль Ирони» (Ришон ле-Цион) | 37 | 11 | 13 | 13 | 38 − 39 | −1  | 46 |                                          |
| 11              | «Хапоэль» (Афула)               | 37 | 9  | 18 | 10 | 55 − 59 | −4  | 45 |                                          |
| 12              | «Ирони» (Нешер)                 | 37 | 9  | 16 | 12 | 26 − 35 | −9  | 43 |                                          |
| 13              | «Маккаби» (Герцлия)             | 37 | 10 | 13 | 14 | 45 − 55 | −10 | 43 |                                          |
| 14              | «Хапоэль» (Нацрат-Илит)         | 37 | 9  | 13 | 15 | 32 − 53 | −21 | 40 | Переходные игры за право остаться в Лиге |
| 15              | «Хапоэль» (Иерусалим)           | 37 | 9  | 11 | 17 | 29 − 44 | −15 | 38 | Выбывание в дивизион «Лига Алеф»         |
| 16              | «Маккаби» (Шаараим)             | 37 | 8  | 12 | 17 | 40 − 50 | −10 | 36 | Выбывание в дивизион «Лига Алеф»         |
| Править таблицу |                                 |    |    |    |    |         |     |    |                                          |